# Oregon Route 99
Az Oregon Route 99 (OR-99) egy oregoni országút, amely észak–déli irányban az Interstate 5 Ashlandtől délre fekvő csomópontja és Junction City északi határa között halad, ahol kettéválik; keletre az OR 99E, nyugatra pedig az OR 99W fut tovább.
Az út kilenc szakaszból (Rogue River Valley Highway No. 60, Rogue Valley Highway No. 63, Gold Hill Spur, Sams Valley Highway No. 271, Myrtle Creek Highway, Dillard Highway, Oakland Shady Highway, Drain Yoncalla Highway és Goshen–Divide Highway No. 226) áll, valamint a Pacific Highway No. 1, a Redwood Highway No. 25, a canyonville-i Fifth Street, a Tiller–Trail Highway No. 230, a Coos Bay–Roseburg Highway No. 35 és az Umpqua Highway No. 45 része.

## Leírás

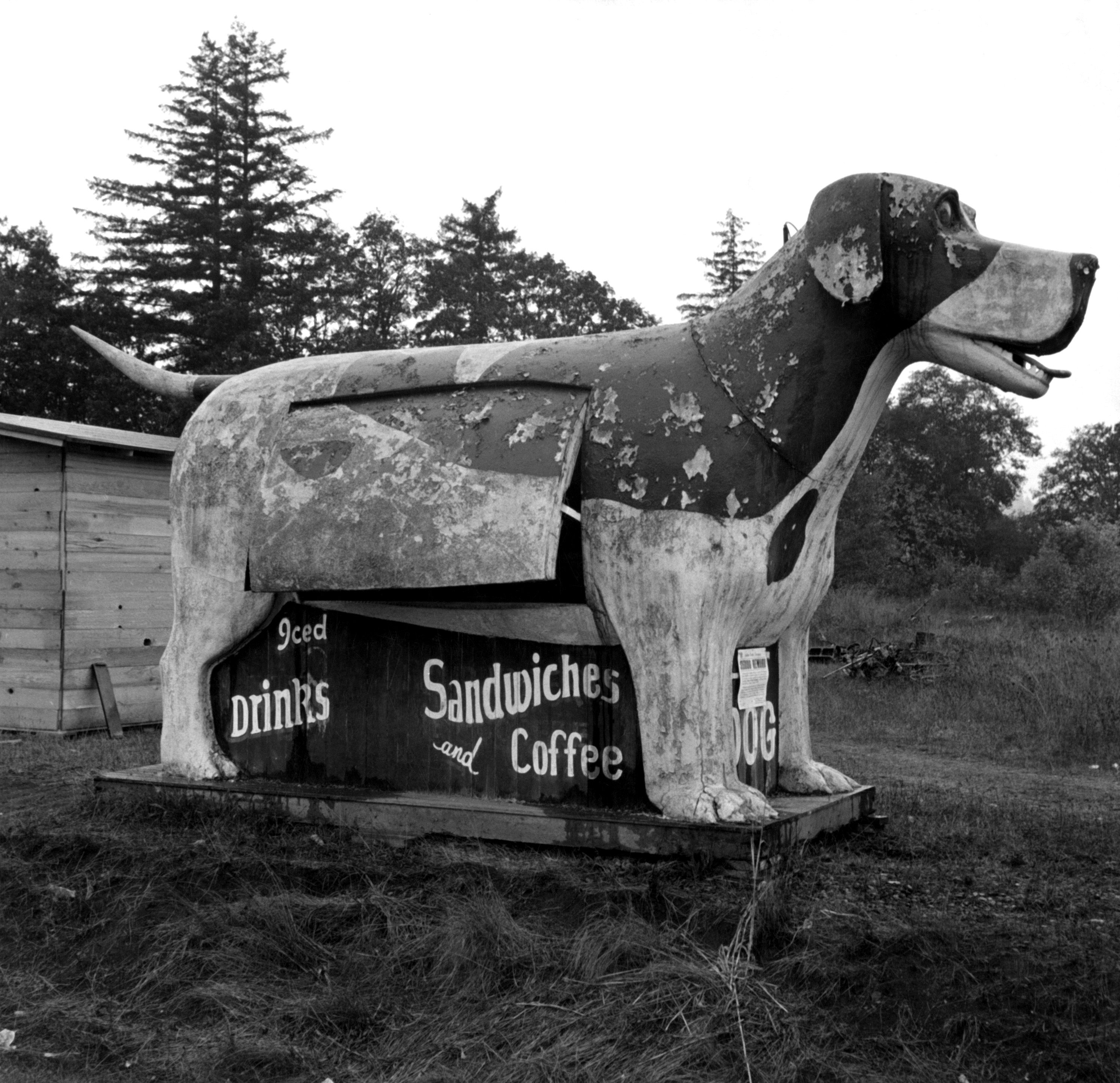
Útmenti büfé 1939-ben

A szakasz Ashlandtől délkeletre, az Interstate 5 11-es számú lehajtójánál kezdődik. Miután északnyugatra haladva elérte a települést és keresztezte az OR 66-ot, az út nyomvonala közelebb kerül az autópályához, majd Medford főutcáján a két egyirányú szakasz egy utcasaroknyira halad egymástól. Miután az Oregon Route 62 és az Oregon Route 238 csomópontjában újra csatlakoznak, Seven Oaks-ig tovább követik az I-5 nyomvonalát. Észak felé az autópálya másik oldalára kerülve az útvonal Rogue Riverig követi aktuális irányát, majd a település előtt újra az ellenkező oldalon halad.
Miután az útvonal a US 199 csomópontjánál északra fordul, Grants Passon áthaladva az Interstate 5-be torkollik, és északnyugat felé annak pályáján halad. Az első közös szakasz hetven kilométeren át, a 112-es számú winstoni lehajtóig tart. Egy nyugati kanyart követően az OR 99 Greenbe érkezik, onnan Roseburgig a Déli-Umpqua-folyó keleti partját követi. Az Oregon Route 138 mellett elhaladva az útvonal keresztezi az Északi-Umpqua-folyót, majd Oaklandtől északnyugatra, a 140-es kihajtónál újra az autópályával együtt fut.
Az újabb önálló szakasz a 170-es jelölésű veatch-i csomópontnál indul. Az út Cottage Grove-ig északkeletre, onnan pedig északra halad. Creswellt és Goshent elhagyva egy komplex csomópont következik, ahol az Interstate 5, az Oregon Route 58 és az Oregon Route 99 csatlakozik egymáshoz. Itt újra az I-5-tel megosztott nyomvonal kezdődik, amely a 126-os út Eugene és Springfield határán fekvő csomópontjáig tart.
Innen az OR 99 a belvárosban halad. Miután érintette az OR 126 részét képező Interstate 105-öt, északnyugatra elhagyja a várost. Az Oregon Route 569 csomópontja és a városi repülőtér után az utolsó, északi irányú szakasz következik. A 36-os út érintése után az út 2×2 sávos keresztmetszeten Junction Citybe érkezik, ahol annak északi határán, a keleti és nyugati ágak (OR 99E és OR 99W) kezdőpontjában végződik.